# Norah Jeruto
Norah Jeruto Tanui (en kazajo: Норах Джеруто; 2 de octubre de 1995) es una deportista keniana que compite por Kazajistán en atletismo, especialista en la prueba de 3000 m obstáculos.
Ganó una medalla de oro en el Campeonato Mundial de Atletismo de 2022 y una medalla de oro en el Campeonato Africano de Atletismo de 2016.
En abril de 2023 fue sancionada por la Unidad de Integridad del Atletismo debido a presuntas irregularidades en su pasaporte biológico. Jeruto recurrió la sanción y el Tribunal de Arbitraje Deportivo dictaminó que no había indicios que la atleta hubiera infringido el reglamento antidopaje.

## Palmarés internacional
| Representando a Kenia      |                         |                |                   |
| Campeonato Africano        |                         |                |                   |
| Año                        | Lugar                   | Medalla        | Prueba            |
| 2016                       | Durban (Sudáfrica)      | Medalla de oro | 3000 m obstáculos |
| Representando a Kazajistán |                         |                |                   |
| Campeonato Mundial         |                         |                |                   |
| Año                        | Lugar                   | Medalla        | Prueba            |
| 2022                       | Eugene (Estados Unidos) | Medalla de oro | 3000 m obstáculos |